# Benito Kamelas
Benito Kamelas és un grup de música punk rock en castellà format a Benetússer l'any 1997 a partir de la confluència dels grups Esclata i Rocktámbulo.

## Discografia
- Que mas da (maqueta) 1997
- Cañas y barras 1999, Warner Records
- Por costumbre 2003, Rompe Records
- Sin trampa ni cartón 2005, Rompe Records
- Sueños con traje de tinta 2007, Santo Grial Records[3]
- 100% Benito Kamelas 2009, Maldito Records
- Buena energía 2011, Maldito Records[4]
- Directo al alma 2015, Maldito Records
- El rincón de mi cabeza 2017, Maldito Records
- Resiliencia 2021, Maldito Records
- Justicia poética 2025, Maldito Records[5]